# Мягкое убийство
«Мягкое убийство» (англ. The Soft Kill) — мистический триллер.

## Сюжет
Частного детектива Джека Рэмси подозревают в убийстве своей любовницы — жены амбициозного политика Мартина Льюиса. Начав расследование, сам Джек быстро расширяет список возможных убийц. Дело запутывается, когда появляются ещё два трупа. Джек вынужден начать безумную «гонку»: убегая от «закона», нужно доказать свою невиновность и предотвратить следующий удар убийцы…